# Isabel Macedo
María Isabel Macedo (Buenos Aires, 2 agosto 1975) è un'attrice argentina.
È nota per aver recitato nella telenovela Flor - Speciale come te.

## Biografia
Nata da padre agronomo e madre insegnante. Ha vissuto la sua infanzia nel barrio di Palermo. È la più piccola di tre fratelli. Dopo essersi iscritta all'Università di Belgrano, decide di dedicarsi alla carriera della recitazione.
Il suo primo ruolo in televisione è nel 1997 quando partecipa alla telenovela Ricos y famosos per soli tre episodi. Nel 1998 prese parte a Verano del '98 nella prima e seconda stagione, nel ruolo di Felicitas. In seguito ha partecipato alle serie Muñeca brava nel 1998, Amor latino nel 2000, 1000 millones nel 2002. Nel 2003 fece un cameo in Son amores.
Nel 2004 e 2005 recita nella telenovela Flor - Speciale come te nel ruolo dell'antagonista Delfina Santillán Torres Oviedo, dove prende parte alle colonne sonore Floricienta y su banda e Floricienta 2, rispettivamente con Quereme sólo a mí, in duetto con Florencia Bertotti e Caprichos da solista. Riprende il ruolo anche negli adattamenti teatrali Floricienta, en vivo tour del 2004-2005, e Floricienta, princesa de la terraza tour nel 2005. Nel 2006 è tra i protagonisti nella telenovela Alma pirata. Inoltre è nel cast di Amor mío e in sostituzione di Mónica Antonópulos in Son de Fierro.
Tra il 2008 e il 2009 è l'antagonista principale nella telenovela Don Juan y su bella dama. Grazie al suo personaggio ha ricevuto una candidatura al Premio Martín Fierro del 2008. Partecipa anche a Botineras, sempre nel cast protagonista. Grazie a queste due telenovelas ha ricevuto una candidatura al Premio Martín Fierro nel 2009, anche se è stata votata come quella più elegante alla cerimonia.
Nel 2011 recita nella telenovela Dance! La forza della passione nel ruolo di Laura "Pekas" Redondo, ed appare anche nella serie El hombre de tu vida. Nel 2012 è protagonista in Graduados, e conduce il programma La vuelta al mundo insieme a Felipe Colombo.
Nel 2014 lavora nella nuova serie televisiva Guapas di Pol-ka Producciones, interpretando il ruolo di Laura Luna, una delle cinque protagoniste.

## Vita privata
Ha avuto una relazione dal 1996 al 2006 con l’attore Facundo Arana che conosceva già fin dall'infanzia, perché frequentava la stessa scuola della sorella minore.
Dal 2010 al 2013 ha avuto una relazione con il calciatore Federico Insúa. Da 2014 al 2015 ha avuto una relazione con il giocatore di polo Martín Tassara.

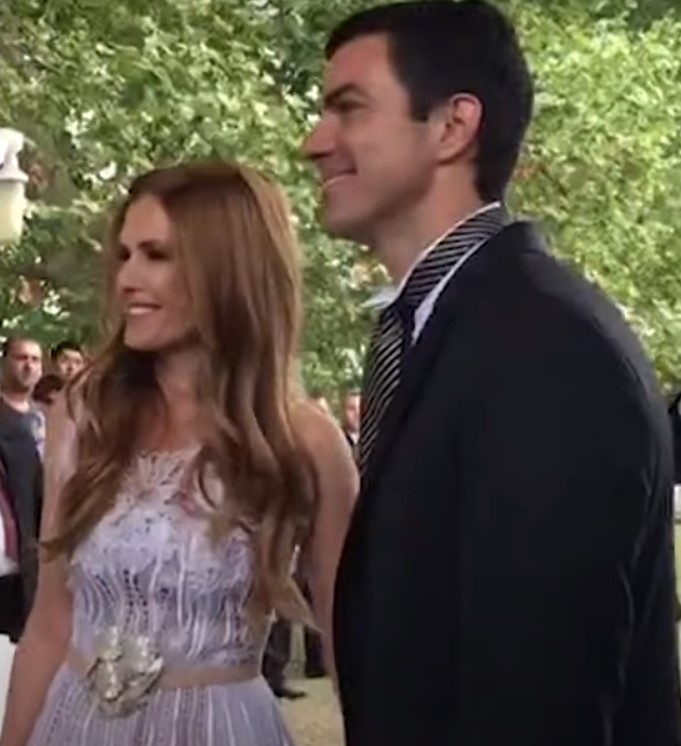
Isabel Macedo e Juan Manuel Urtubey al loro matrimonio nel 2016

Nel 2016 conferma la sua relazione con il governatore di Salta, Juan Manuel Urtubey. Il 24 settembre 2016 si sposano, e diventa la primera dama di Salta. La cerimonia ha avuto luogo presso la residenza del governatore, con circa 400 ospiti tra i quali vi erano numerose figure della politica e l'arte. Il 7 maggio 2018 nasce la prima figlia della coppia, Isabel e il 4 giugno 2022 nasce la seconda figlia della coppia, Julia.

## Filmografia

### Cinema
- Cenizas del paraíso, regia di Marcelo Piñeyro (1997)
- Gigantes de Valdés, regia di Alejandro Tossenberger (2008)
- Franklin, historia de un billete, regia di Lucas Vivo García Lagos (2022)

### Televisione
- Ricos y famosos – serial TV (1997)
- Muñeca brava – serial TV (1998)
- Verano del '98 – serial TV (1998-1999)
- Amor latino – serial TV (2000)
- 1000 millones – serial TV (2002)
- Son amores – serial TV (2003)
- Flor - Speciale come te (Floricienta) – serial TV (2004-2005) – Delfina Santillán Torres Oviedo
- Alma pirata – serial TV (2006)
- Amor mío – serial TV (2007)
- Son de Fierro – serial TV (2007)
- Don Juan y su bella dama – serial TV (2008)
- Botineras – serial TV (2009)
- Dance! La forza della passione (Dance! La fuerza del corazón) – serial TV (2011)
- El hombre de tu vida – serial TV, 1 episodio (2011)
- Graduados – serial TV (2012)
- La vuelta al mundo – programma TV, conduttrice (2012-2013)
- Guapas – serial TV (2014)
- Fronteras – serie TV (2015)
- Amar después de amar – serial TV (2017)
- Sandro de América – serie TV (2018)
- Margarita – serial TV (2024)

## Discografia

### Colonne sonore
- 2004 – Floricienta y su banda
- 2005 – Floricienta 2

## Teatro
- El mes de las novias (2002)
- La sartén por el mango (2003-2004)
- Floricienta, en vivo tour (2004-2005)
- Floricienta, princesa de la terraza tour (2005)
- Dance! (2011)

## Riconoscimenti
- Premio Martín Fierro
  - 2008 – Candidatura come attrice protagonista di telenovela per Don Juan y su bella dama
  - 2009 – Candidatura come attrice protagonista di telenovela per Botineras e Don Juan y su bella dama[28]

## Doppiatrici italiane
Nelle versioni in italiano delle opere in cui ha recitato, Isabel Macedo è stata doppiata da:
- Emilia Costa in Flor - Speciale come te[29]
- Anna Cesareni in Dance! La forza della passione[30]